# Парк Сан-Сусі
52°24′07″ пн. ш. 13°02′01″ сх. д. / 52.402° пн. ш. 13.0336° сх. д.
Парк Сан-Сусі — великий парк навколо палацу Сан-Сусі в Потсдамі, Німеччина, побудований за Фрідріха Великого в середині XVIII століття. Після терасування виноградника та завершення будівництва палацу околиці були включені в структуру. Створено бароковий квітник з газонами, клумбами, живоплотом і деревами. У кварталі живої огорожі висаджено 3000 фруктових дерев. В оранжереях численних розплідників вирощували апельсини, дині, персики та банани. Богині Флора і Помона, які прикрашають вхідний обеліск на східному виході з парку, були розміщені, щоб підкреслити зв'язок квітки, плодів і городу. Разом із палацом Сан-Сусі та іншими прилеглими палацами й парками парк Сан-Сусі був внесений до списку Всесвітньої спадщини ЮНЕСКО в 1990 році за його унікальну архітектурну єдність і свідчення ландшафтного дизайну Європи XVIII і XIX століть.

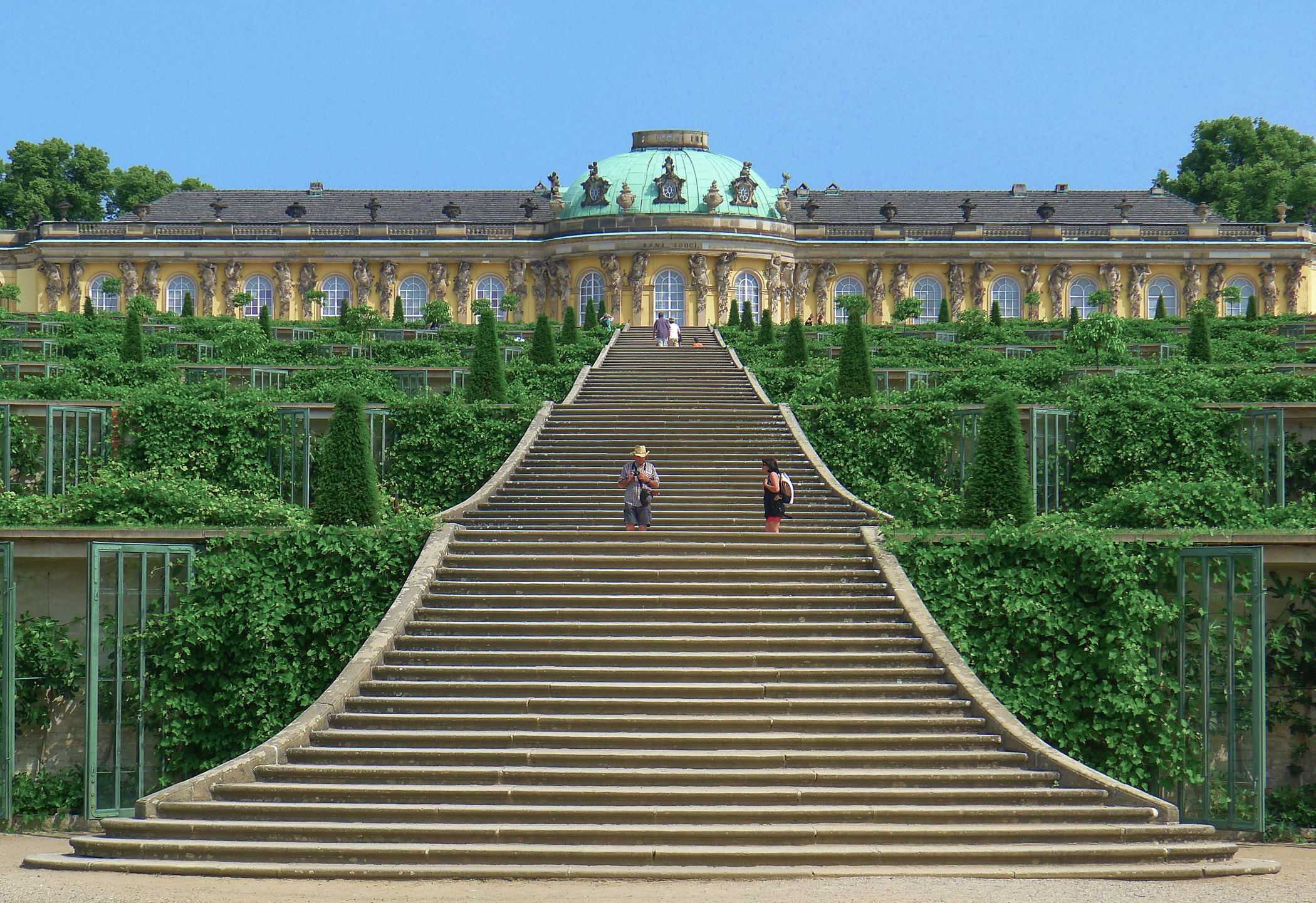
Палац Сансусі
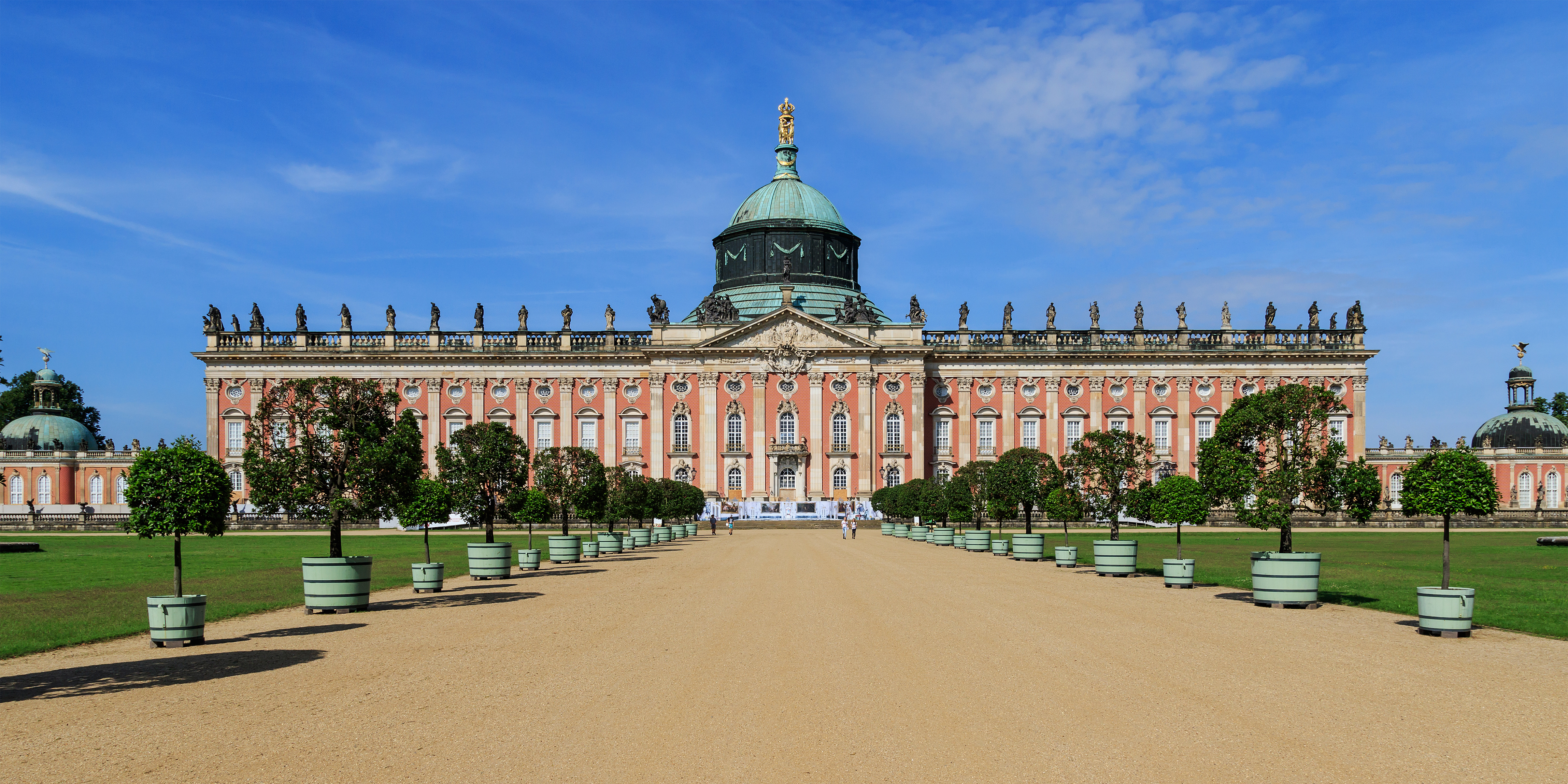
Новий Палац в Сан-Сусі
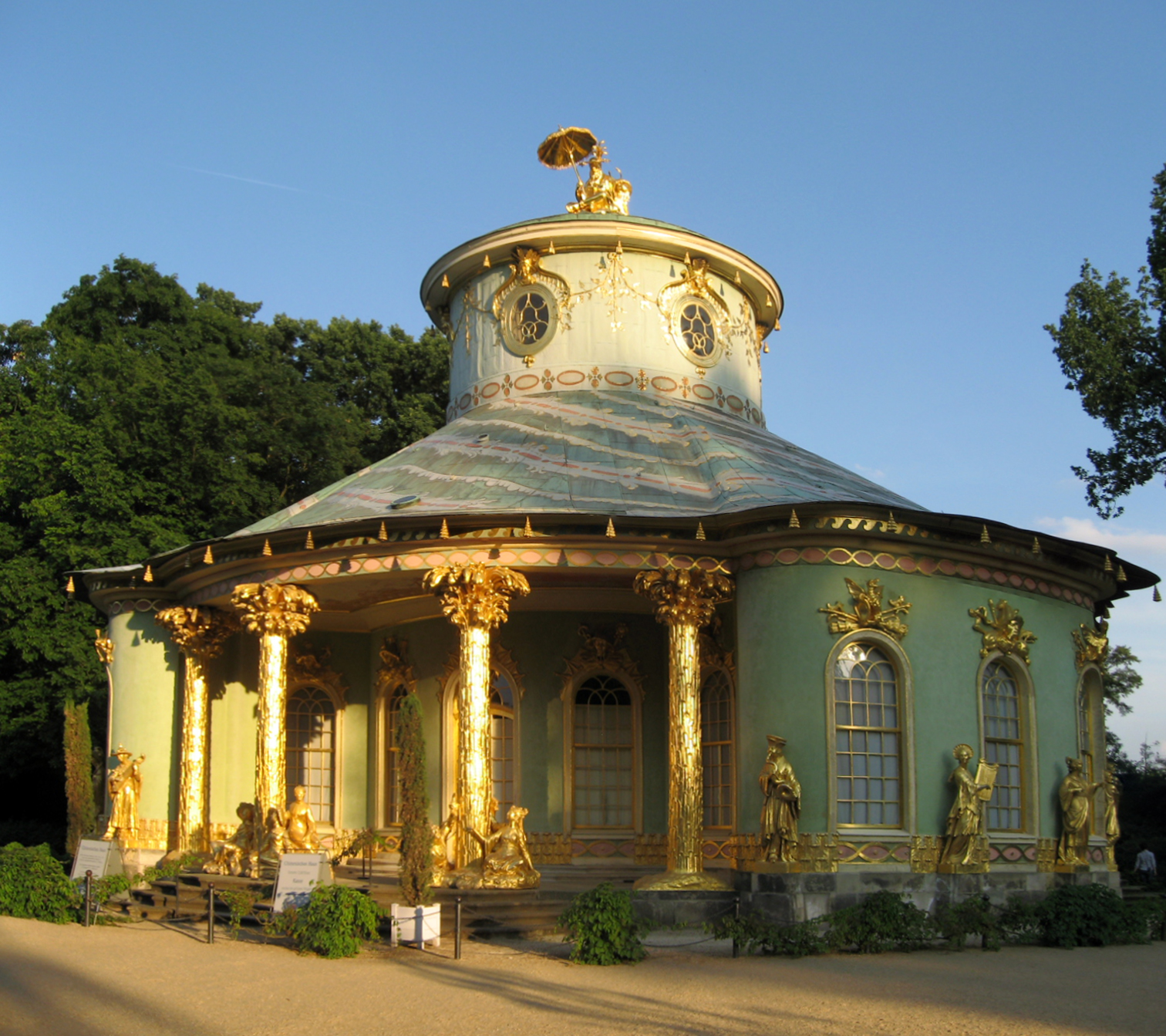
Китайський будинок
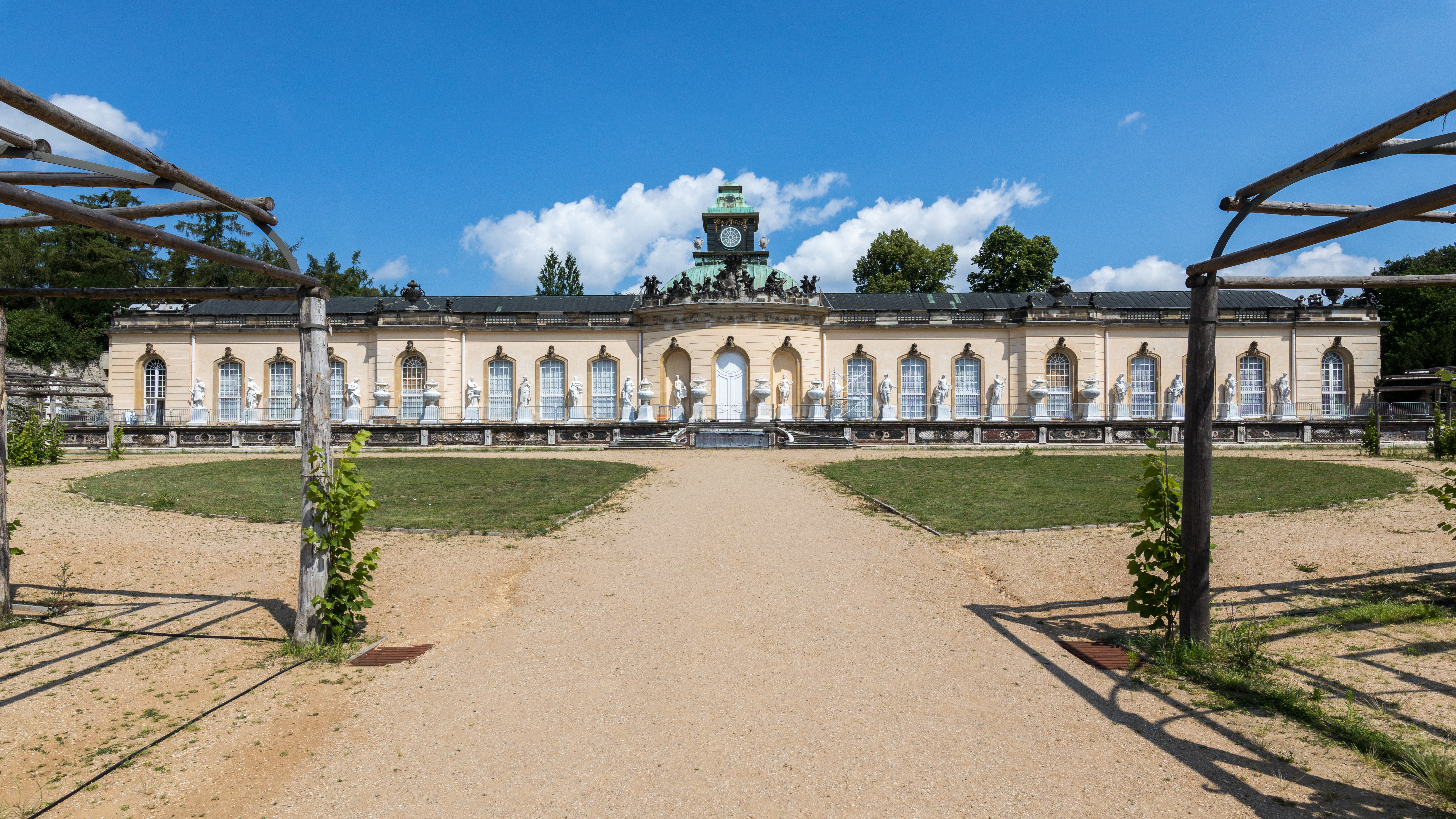
Картинна галерея
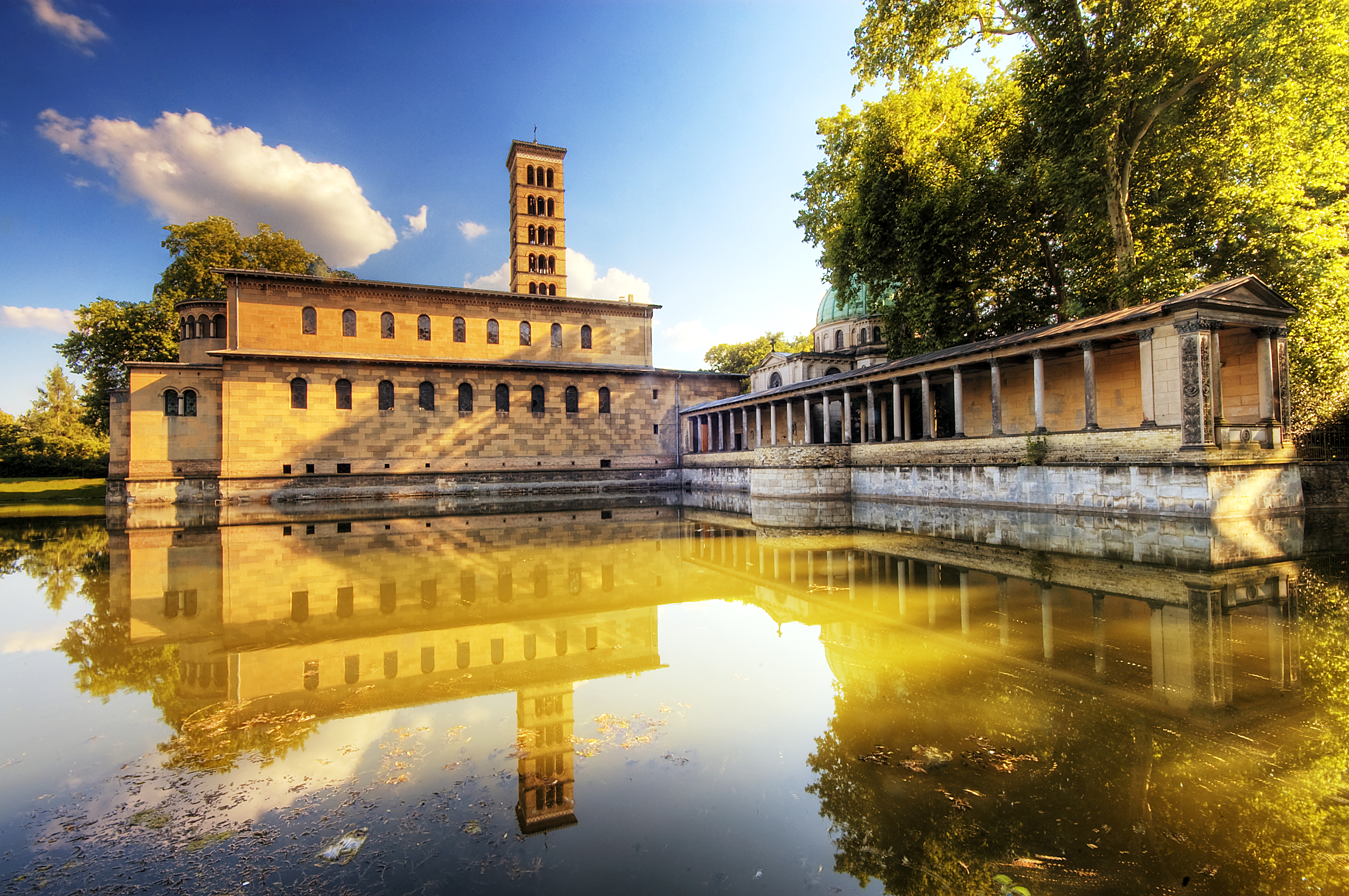
Церква миру
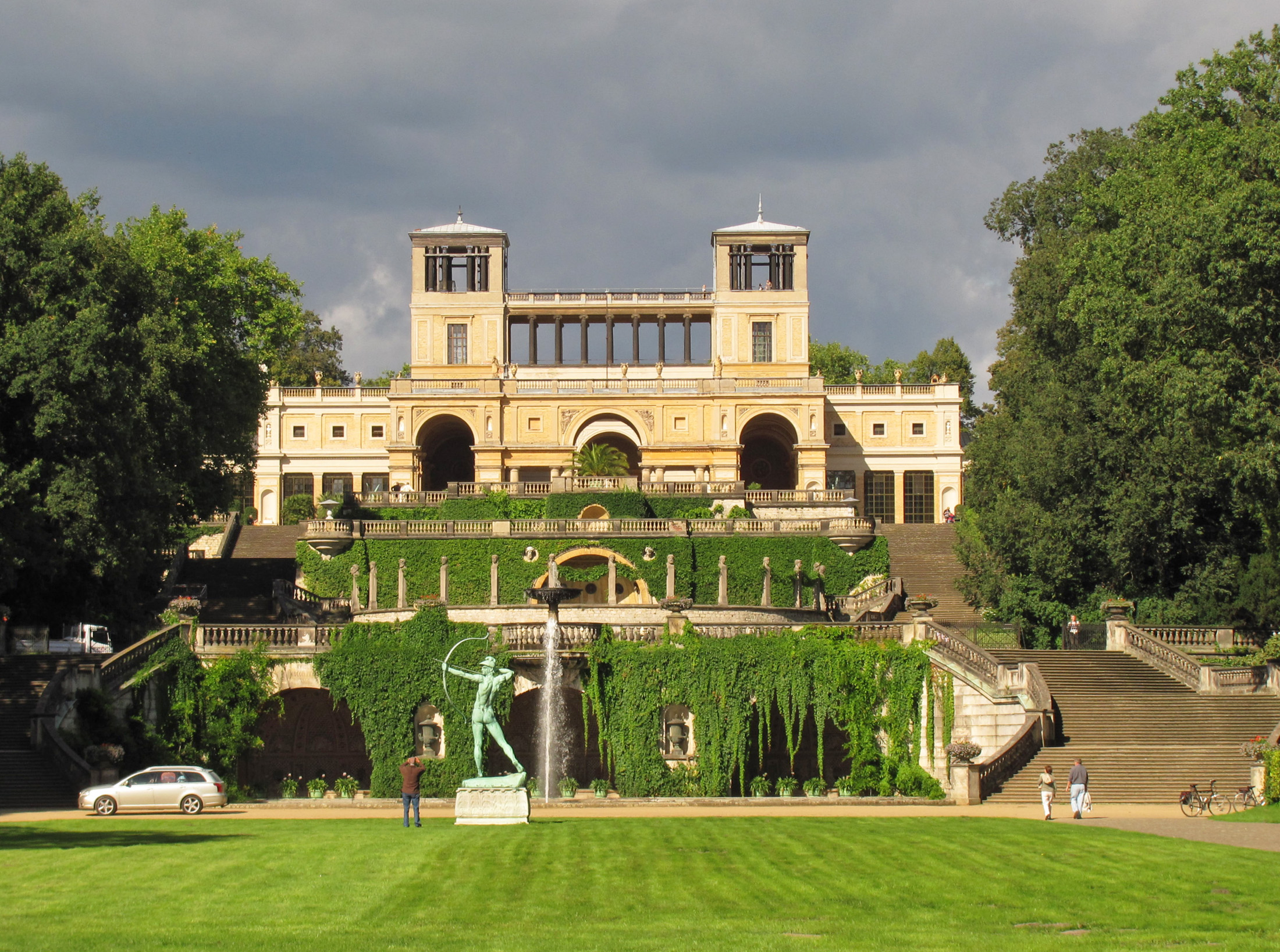
Orangery Palace
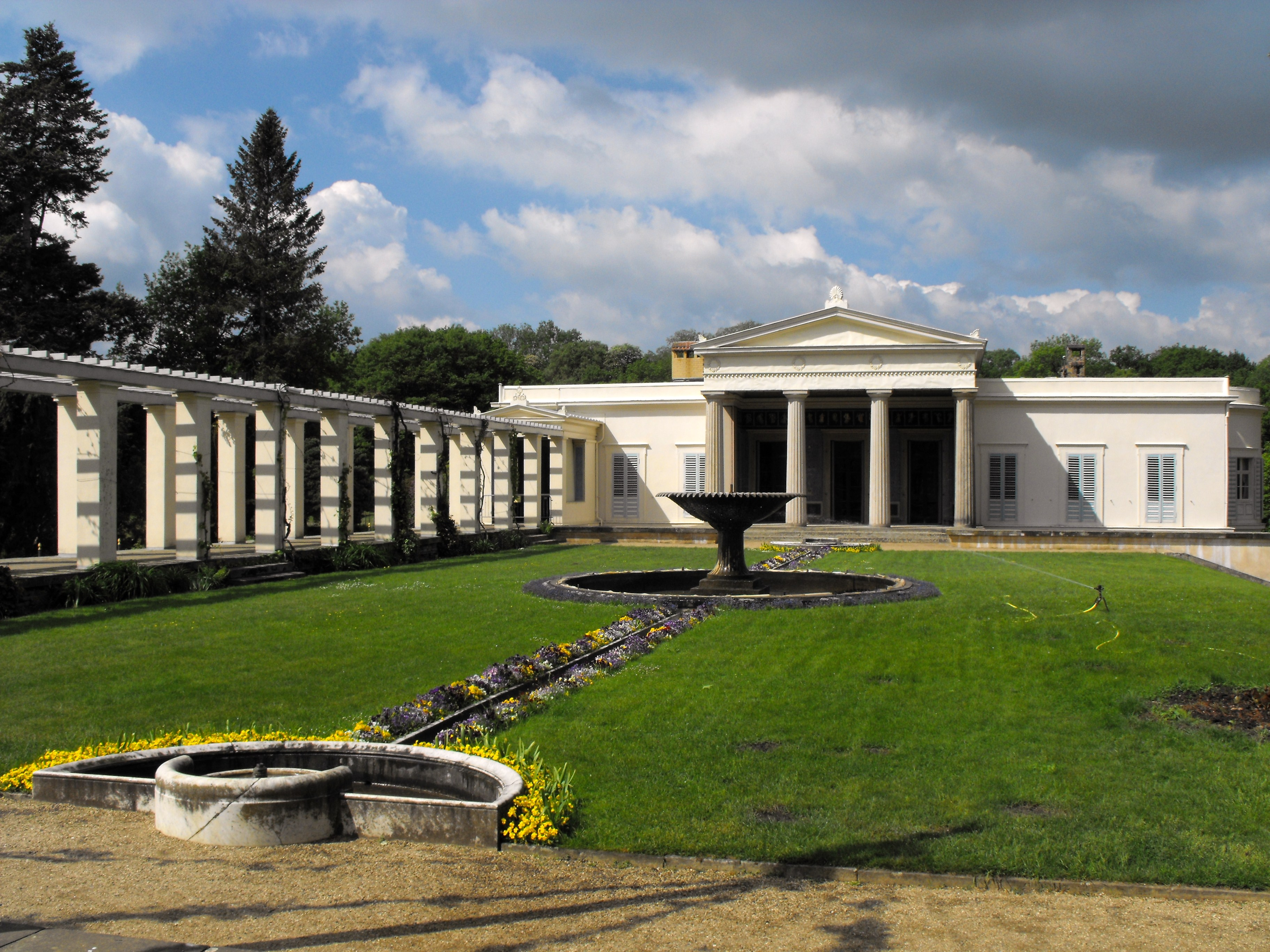
Палац Шарлоттенхоф
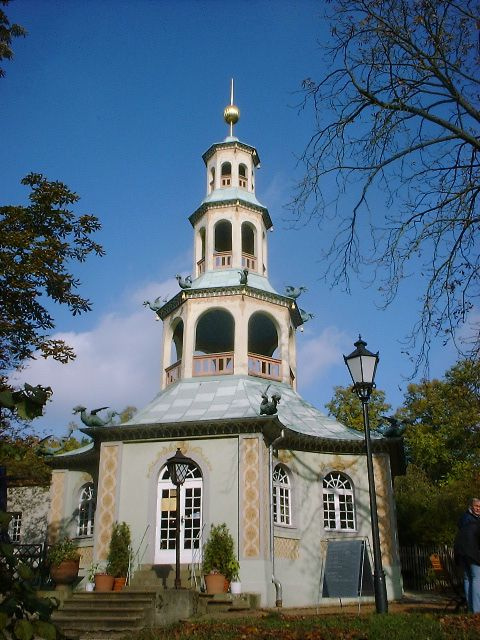
Dragon House був побудований між 1770 і 1772 роками в стилі Chinoiserie на північному краю парку Сан-Сусі.
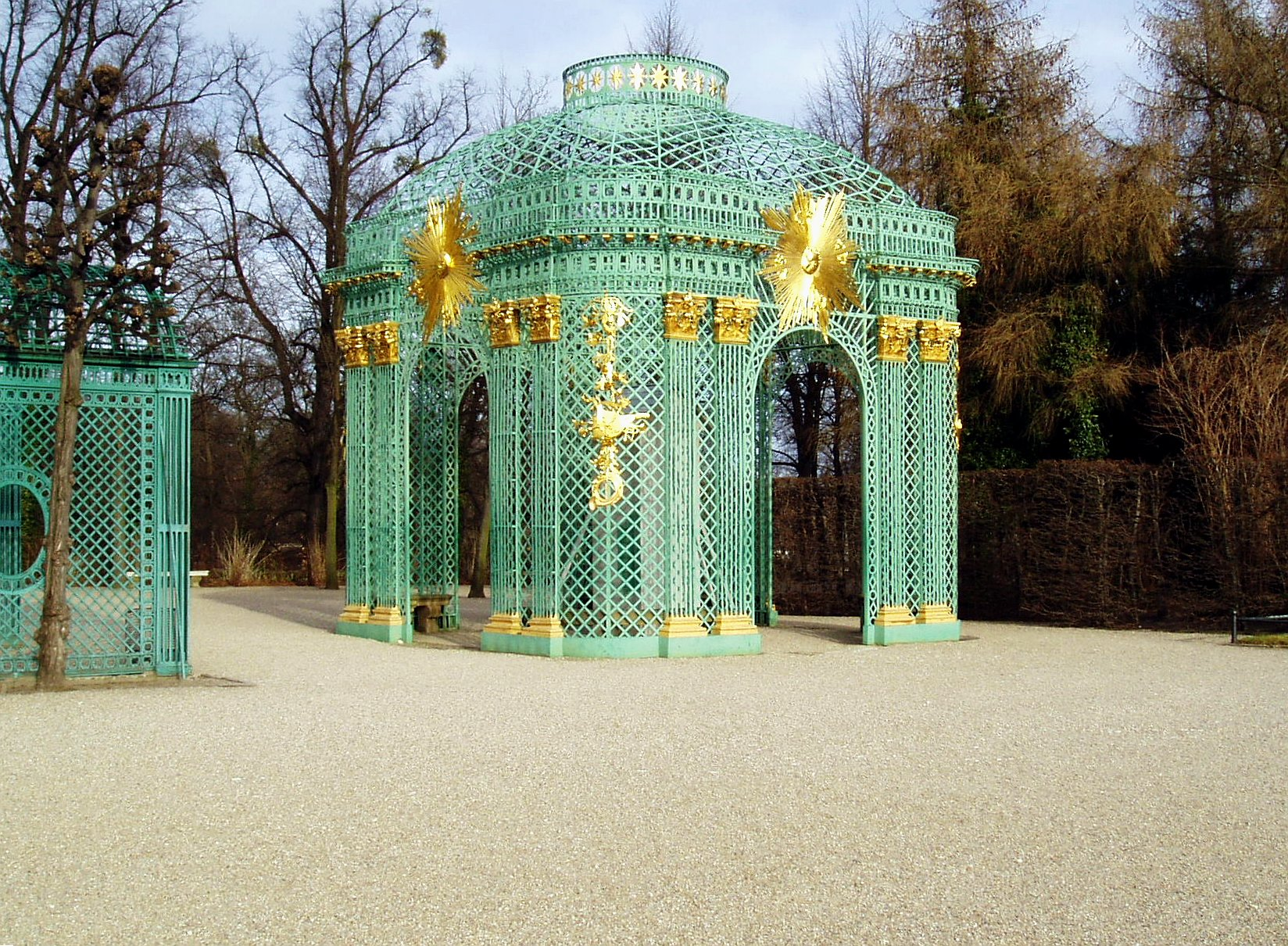
альтанка в Сан-Сусі.